# Stavy Greder
Stavy Greder, geborene Stavy Horn, (* 9. Juni 1870; † 28. Dezember 1958 in Berlin) war eine deutsche Sängerin, Schauspielerin und Schauspiellehrerin.

## Leben
Über ihre Herkunft und Ausbildung ist derzeit nichts bekannt. Im Alter von 17 Jahren begann sie Theater zu spielen, zu ihren frühen Bühnenstationen gehören Hamburg, Stuttgart und Frankfurt am Main. Noch vor Ausbruch des Ersten Weltkriegs kam sie nach Berlin ein; von dort ging sie auf Tourneen, die sie bis nach Asien, Afrika und in den Orient führten. 
In den Jahren 1917 bis 1922 ist Stavy Greder auch als Filmschauspielerin nachweisbar, wo sie anfänglich vor allem in Lustspielen eingesetzt wurde. Zu ihren Filmpartnern zählten in diesen fünf Jahren unter anderem Paul Heidemann, Paul Westermeier, Lupu Pick und Erich Kaiser-Titz. Zur selben Zeit trat Greder auch als Sängerin auf, so etwa zu Beginn der 1920er Jahre an der Komischen Oper. Noch im selben Jahrzehnt kehrte Stavy Greder dem Festengagement-Theater den Rücken zu und verdiente sich in späteren Jahren ihren Lebensunterhalt als Schauspiellehrerin. Ihre Bühnenerinnerungen wurden in Zeitungen veröffentlicht.
Verheiratet war sie mit dem Opernsänger Emil Greder (* 1867).

## Filmografie
- 1917: Moritz Meyer als Gerichtsvollzieher
- 1917: Das Telephonkätzchen
- 1917: Und stets kam was dazwischen
- 1921: Mensch, verpump deinen Frack nicht
- 1922: Krawattenmacher - Der Wucherer von Berlin
- 1922: Aus den Erinnerungen eines Frauenarztes (2 Teile)